# Raúl Leoni
Raúl Leoni Otero (26 tháng 4 năm 1905 - 5 tháng 7 năm 1972) là Tổng thống của Venezuela từ năm 1964 đến 1969. Ông là thành viên của Thế hệ 1928 và là thành viên điều lệ của Acción Democática đảng, và bộ trưởng Lao động đầu tiên của Venezuela (trong thời gian El Trienio Adeco, 1945-48).

## Bối cảnh
Leoni sinh ra ở El Manteco, Bolívar State, con trai của Clement Leoni Scribani, sinh tại Corsica. Ông tốt nghiệp tại Đại học Trung tâm Venezuela tại Caracas với tư cách là luật sư. Ông là thành viên của Thế hệ 1928, và là Bộ trưởng Lao động đầu tiên của Venezuela (trong thời gian El Trienio Adeco, năm 1945-48).

## Nhiệm kỳ tổng thống

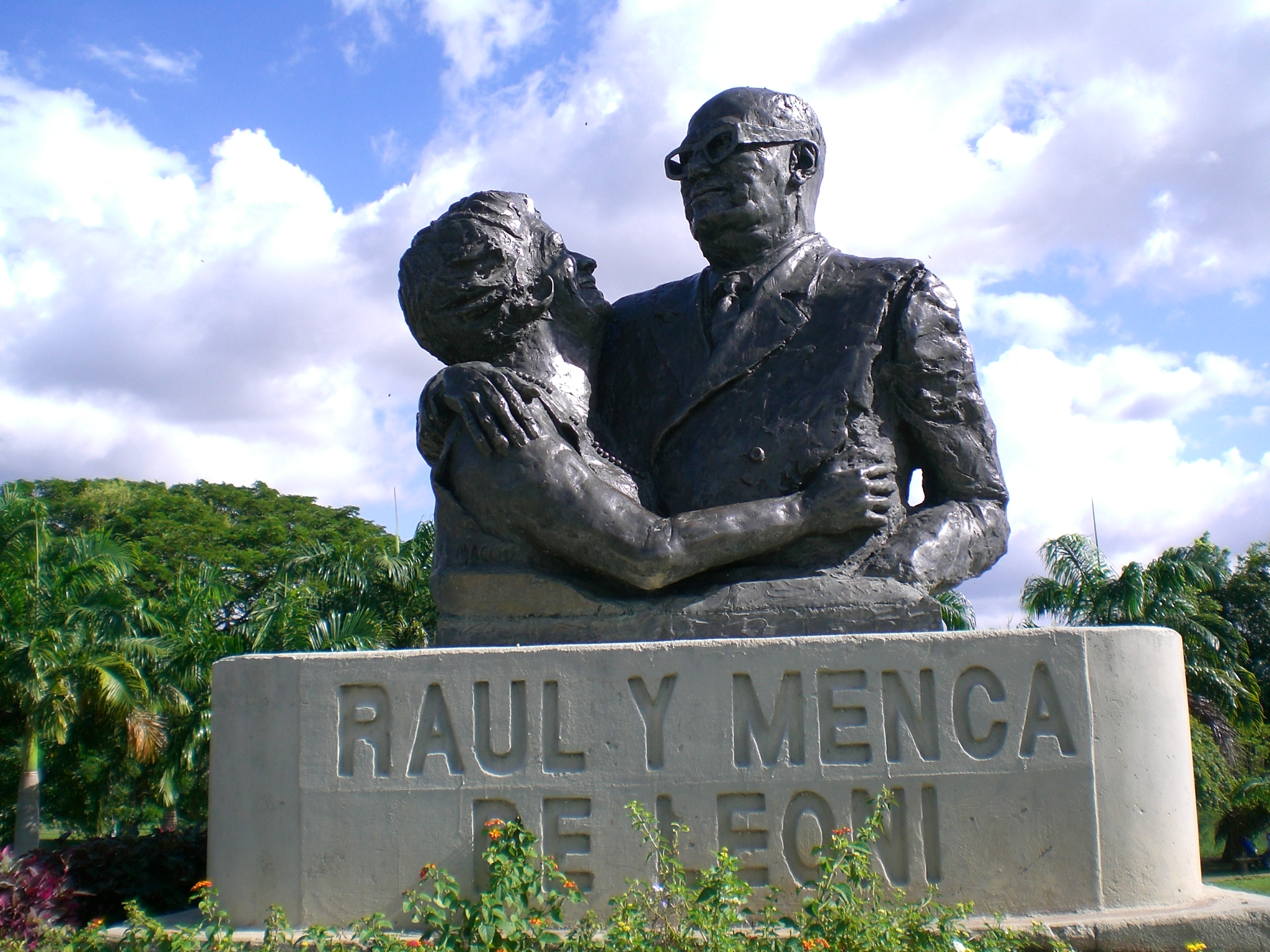
Đài tưởng niệm Leoni và vợ Menca, Ciudad Bolívar, Venezuela

Leoni nắm quyền kiểm soát tổng thống vào ngày 13 tháng 3 năm 1964, kế nhiệm Rómulo Betancourt; cả hai đều là thành viên của đảng Acción Democrática.
Một trong những trụ cột của sự hợp nhất chính trị ở Venezuela,  Pacto de Punto Fijo, đã bị Leoni đánh giá thấp, vì theo ông, nó đã làm giảm "sự gắn kết và tổ chức của chế độ". Nghiêm túc, hiệp ước bắt buộc thành phần của nội các điều hành chỉ giới hạn ở đại diện của ba trong số các đảng chính trị quan trọng hơn: Acción Democática (AD), COPEI và Unión Republicana Democática (URD). Leoni ban đầu thành lập một nội các với một vài thành viên trong nhóm của ông và một số lượng độc lập tốt. Sau đó, vào tháng 11 năm 1964, Leoni đã khởi xướng các cuộc trò chuyện với các nhà lãnh đạo của các bên liên quan để giải cứu tinh thần của hiệp ước. Một chiếc tủ mới được hình thành, nhưng nó chỉ tồn tại trong 16 tháng.